# Städtischer Schlachthof Worms

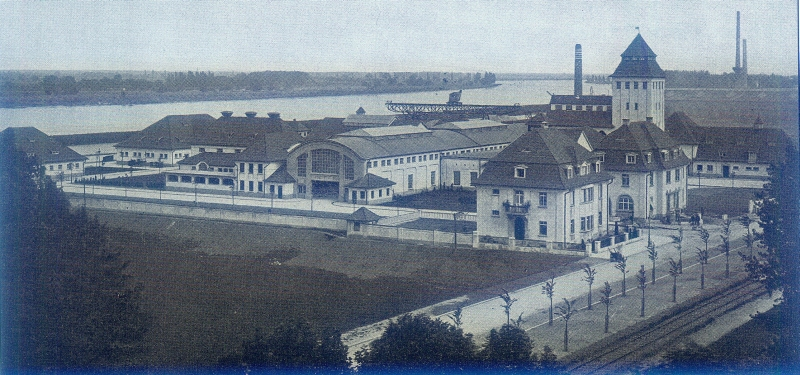
Ehemaliger Schlachthof Worms

Das Gelände des ehemaligen städtischen Schlachthofes (in der lokalen Ausschilderung auch Alter Schlachthof) in Worms bildet eine Denkmalzone.
Der Schlachthof wurde von Stadtbaumeister Georg Metzler geplant und am 12. August 1912 eingeweiht. Er wurde südlich der Rheinbrücke auf einem 25.000 Quadratmeter großen Areal errichtet. Die Jugendstilbauten wurden auf der zum Rhein hin gelegenen Ostseite des Areals in den 1950er und 1960er Jahren um Schuppen und Anbauten ergänzt, die später wieder abgerissen wurden.

## Geschichte
Vorgängerbauten des Schlachthofs von 1912 waren das Schlacht- und Zunfthaus der Metzger an der Wollstraße samt Scharn am Neumarkt sowie ein weiteres Schlachthaus gewesen, das den Juden vorbehalten war. Das Gebäude an der Wollstraße bestand wohl schon im 16., spätestens aber im 17. Jahrhundert. Der Stadtbrand von 1689 zog diese Einrichtungen stark in Mitleidenschaft; 1720 wurde ein Neubau in der Wollstraße errichtet. Nach der Auflösung der Zünfte ging dieses Schlachthaus in städtischen Besitz über. Es wurde in den 1740er Jahren erweitert und verändert. 1888/89 wurde es wiederum vergrößert, nachdem man den Darmstädter Hof und die Carle'sche Hofreite dem Schlachthausanwesen zugeschlagen hatte, doch war damit die Platznot nicht dauerhaft zu beseitigen. Weitere Veränderungen des alten Schlachthauses, etwa die Ergänzung um Kühlhallen und Ställe, hielten die Metzger an dieser Stelle für wenig sinnvoll, da das Schlachthaus einerseits in einem Wohngebiet lag, andererseits aber benachbarte Gerbereien ein Hygienerisiko darstellten.
Der neue Oberbürgermeister Heinrich Köhler verwies schon zur Zeit seines Amtsantrittes 1898 auf die Notwendigkeit einer Neuanlage; in der Stadtverordnetenversammlung wurde dann gegen Ende des Jahres 1900 der Antrag auf einen Neubau gestellt. 1906 wurde eine Kommission zusammengestellt, die den tatsächlichen Bedarf klären und sich in modernen Schlachthöfen über die aktuellen Möglichkeiten informieren sollte. Der Ergebnisbericht lag im November 1907 vor.
Bei der Wahl des Grundstücks wurde vor allem auf eine verkehrsgünstige Lage sowie die problemlose Versorgung mit Wasser bzw. Entsorgung von Abwasser geachtet. Das Gelände am Vangionenring, damals im Besitz der Stadt, wurde schließlich im Jahr 1908 einer Alternative an der Hafenstraße vorgezogen. Es musste zunächst mit Rheinkies aufgeschüttet werden, um eine hochwasserfreie Lage des Schlachthofes zu gewähren. Damit wurde im November 1909 begonnen. Der eigentliche Bau des Schlachthofs begann am 15. Mai 1911; abgeschlossen waren die Arbeiten im Sommer 1912.
Metzler plante eine ergonomische Anordnung der Gebäude: Von der Verladerampe an der Verbindungsstrecke zur städtischen Hafenbahn gelangten die Tiere in die Ställe, von dort in die Schlachthallen. Dahinter lag eine Verbindungshalle, die zum Kühlhaus führte. Die Ställe boten Platz für 300 Schweine und 75 Stück Großvieh. Dazu kamen noch Unterbringungsmöglichkeiten für kleinere Tiere. Getrennt von dieser Anlage gab es auch einen Pferde- und einen Sanitätsschlachthof. Ebenfalls abgesondert waren die Zugpferde für die Fleischwagen untergebracht. In der Nähe der Dampfkesselanlage wurden auch ein Fleischsterilisator und ein Kori'scher Verbrennungsofen eingerichtet. Ein Verwaltungsgebäude und eine Verkaufsstelle für minderwertiges Fleisch gehörten ebenfalls zu den Einrichtungen auf dem Schlachthofgelände, ferner technische Einrichtungen wie eine Beleuchtungs- und eine Schwachstromanlage etc.
Das mit einer ammoniakbetriebenen Luftkühlung versehene Kühlhaus diente auch der Trocknung und Reinigung des Schlachtguts. In die Vorkühlhalle gelangte das Fleisch auf einer Hochbahn, die von der Schlachthalle direkt in die Vorkühlhalle fuhr. Dort standen 87 Zellen zur Verfügung, die von Metzgern angemietet werden konnten. Ferner gab es 15 Pökelzellen.
Die Verbindungshalle, durch die die Fleischtransportwagen fuhren, diente vor allem dem Schutz der Menschen und des Schlachtguts vor Wettereinflüssen. Sie wurde an den Giebelseiten durch zwei Eisenbetonportalbauten geschmückt, die sich an anderen Fassaden in vereinfachter Form wiederholten. Auch die graugrünen Kacheln, die den unteren Teil der Wände schmückten, waren wiederkehrende Elemente des Ensembles, das rote Ziegeldächer und weiß verputzte Wände besaß. Die Verbindungshalle wurde nach ihrer Restaurierung in den 1990er Jahren als Markthalle genutzt.
Mitte der 1970er Jahre verlor der Schlachthof zunehmend an Bedeutung, da immer mehr Fleisch aus dem Ausland geliefert wurde, das im Schlachthof nur noch zerlegt werden musste.
Markthalle, Bistro, einige Seitentrakte sowie die bereits insolvente Jewo Fleischwarenhandelsgesellschaft befanden sich zeitweise im Besitz der Wormser Schlachthofbetriebs GmbH. Nachdem sowohl diese als auch die Auffanggesellschaft Jewo Betriebs GmbH insolvent geworden waren, war der Schlachthofkomplex dem Verfall preisgegeben. Zunächst noch auf 1,5 Millionen Euro geschätzt, besaß er bald nur noch einen Verkehrswert von 700.000 bis 800.000 Euro. Käufer fanden sich nicht gleich, da der Denkmalschutz die Nutzungsmöglichkeiten der Liegenschaft einschränkte.
Im November 2012 ging der Schlachthof in Privatbesitz über. Diese Investoren beschlossen, die nicht denkmalgeschützten Bauten und Anbauten aus den 1950er und 1960er Jahren auf der Rheinseite abreißen zu lassen. Als erhaltenswert galten die Markthalle samt Anbauten und die ehemalige Bullenschlachterei auf der Südseite des Geländes. Ferner existierten noch ein alter Turm und ein Maschinenhaus aus der Zeit der Erbauung des Schlachthofes. Die Investoren stellten sich eine Nutzung der historischen Gebäude als Gastronomie-, Schulungs- und Eventräumlichkeiten vor, die ab 2015 oder 2016 möglich sein sollte. Da die Pläne nicht umgesetzt werden konnten, wurde das Gelände 2016 verkauft. Im Jahr 2020 wurde es erneut weiterverkauft. Unter dem Namen „Matadero“ (spanisch für Schlachthof) findet bis 2025 auf dem Gelände eine denkmalgerechte Sanierung der Gebäude statt. Es entsteht eine Erlebniswelt für Events, Restaurants und Manufakturen. Im April 2024 fand das Richtfest statt.